# Eagle Talon
Eagle Talon – samochód sportowy klasy kompaktowej produkowany pod amerykańską marką Eagle w latach 1989–1998.

## Pierwsza generacja

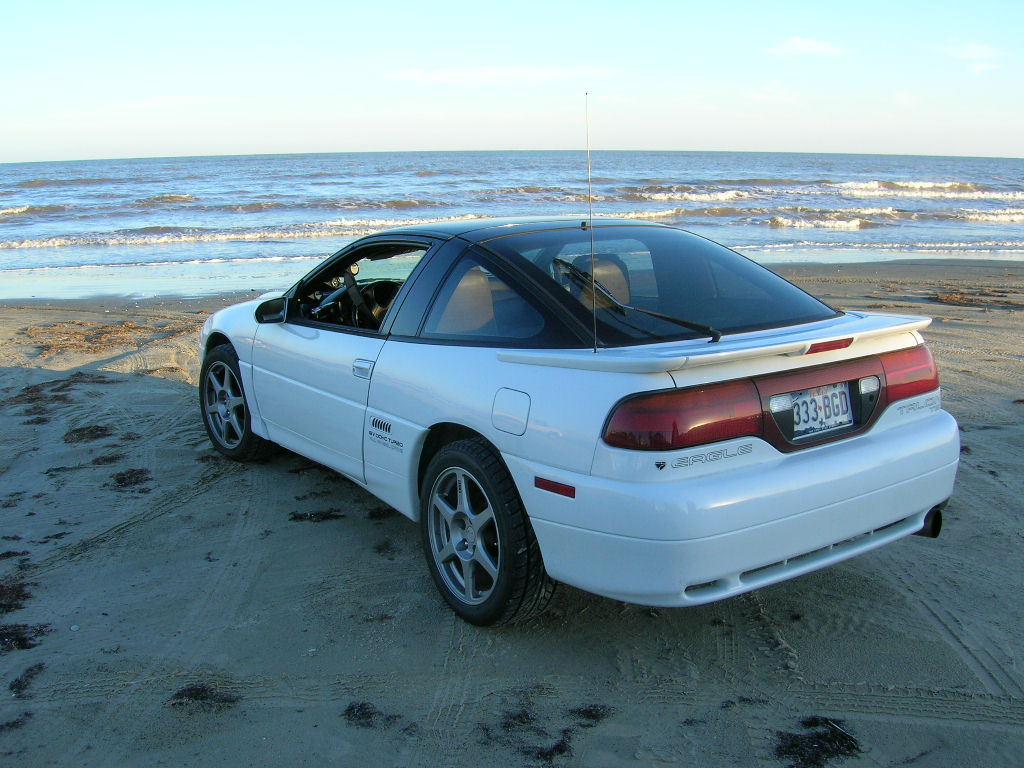
Eagle Talon I - tył

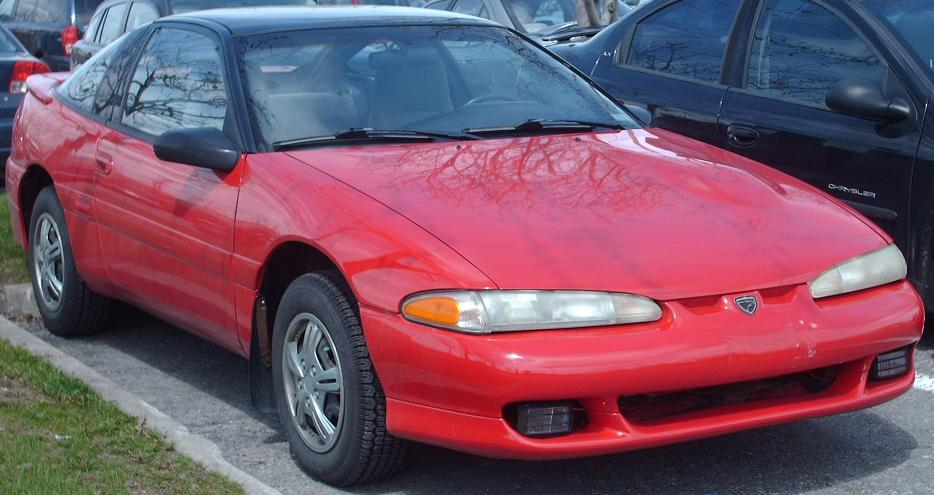
Eagle Talon I po liftingu

Eagle Talon I został zaprezentowany po raz pierwszy w 1989 roku.
W 1989 roku oferta Eagle została poszerzona o pierwszy samochód sportowy. Model Talon pierwszej generacji powstał we współpracy koncernu Chrysler i Mitsubishi na wspólnie opracowanej platformie Chrysler K, w efekcie czego zbudowano także bliźniacze modele Mitsubishi Eclipse i Plymouth Laser. Model Eagle wyróżniał się innym wyglądem atrapy chłodnicy i przestylizowanym tyłem.

### Lifting
Podobnie jak bliźniacze modele Mitsubishi i Plymoutha, także i Eagle Talon I w 1992 roku przeszedł gruntowną modernizację. Samochód otrzymał nowy pas przedni, z którego zniknęły chowane reflektory na rzecz klasycznych kloszy w kształcie podłużnych pasów.

### Wersje wyposażeniowe
- Base
- TSi
- TSi AWD
- DL
- ES

### Silniki
- L4 1.8l Mitsubishi 4G37
- L4 2.0l Mitsubishi 4G63
- L4 2.0l Mitsubishi 4G63T

## Druga generacja

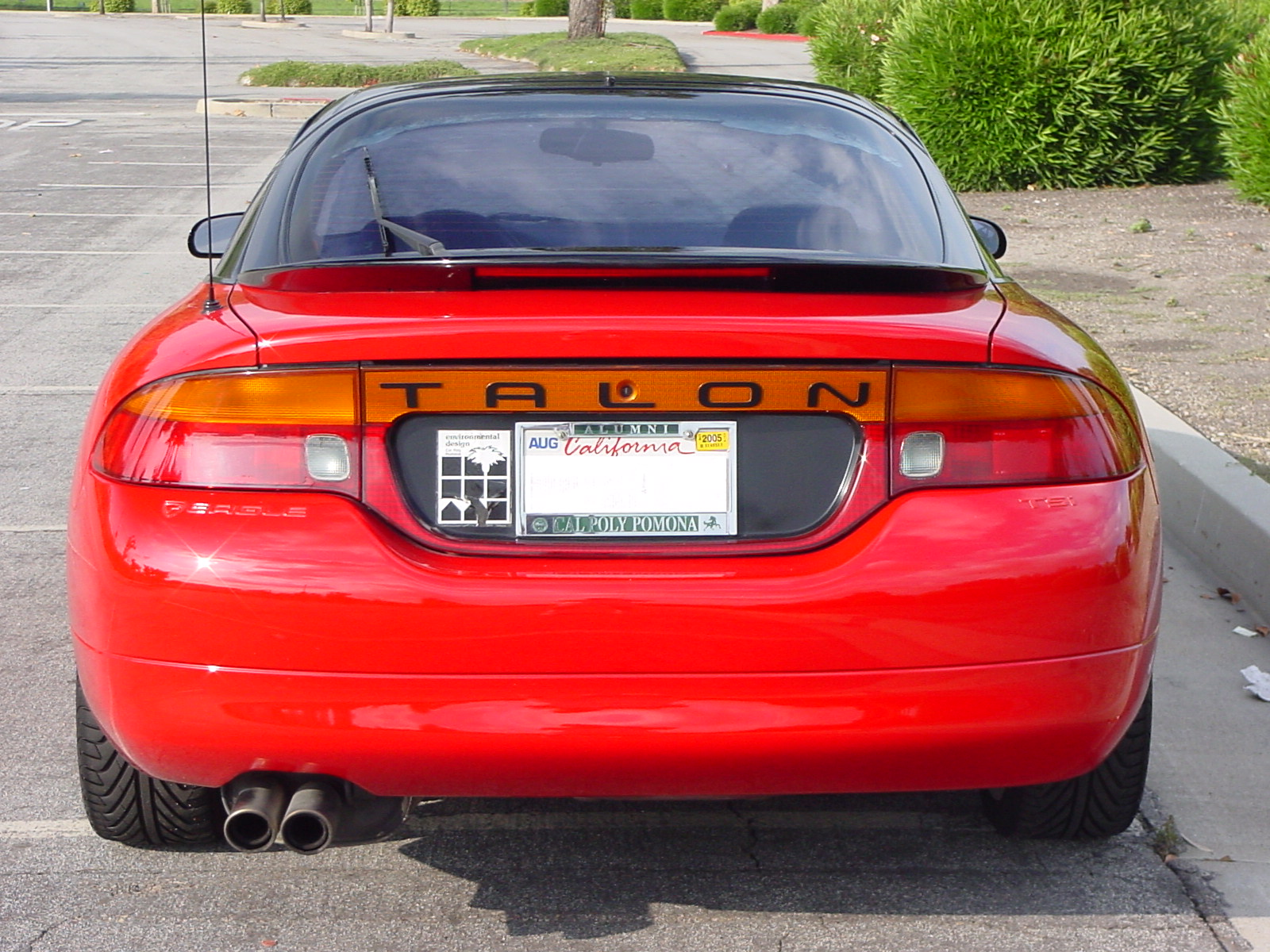
Eagle Talon II - tył

Eagle Talon II został zaprezentowany po raz pierwszy w 1995 roku.
W 1995 roku Eagle zaprezentowało drugą generację modelu Talon. Ponownie zbudowano ją razem z Mitsubishi, tym razem jednak już bez udziału marki Plymouth. Talon II był wyraźnie większy, zyskując bardziej krągłą sylwetkę. Od bliźniaczego Mitsubishi Eclipse samochód wyróżniał się dużym logo producenta z przodu i przemodelowanym pasem tylnym.
Produkcja Eagle Talon II zakończyła się w lutym 1998 roku. Był to ostatni model w historii marki Eagle, gdyż pół roku później ogłoszono decyzję o jej likwidacji.

### Wersje wyposażeniowe
- Base
- ESi
- TSi
- TSi AWD

### Silniki
- L4 2.0l Mitsubishi 420A
- L4 2.0l Mitsubishi 4G63T